# Juan de Palisna
Juan de Palisna (en croata: Ivan od Paližne, en latín: Joannes de Palisna; ¿? - 23 de marzo de 1391) fue un caballero y guerrero croata, prior de Vrana y ban de Croacia.

## Prior de Vrana
No está claro cuándo Juan de Palisna se convirtió en prior de Vrana. En mayo de 1381 ya era prior, porque los ciudadanos de Zadar se quejaban de él ante el rey de Hungría. Cogobernó con su pariente Juan Horvat como ban de Croacia de 1385 a 1386, y en 1389.
En 1389, los grupos de cruzados vinculados a los caballeros hospitalarios bajo los banes Juan son mencionados luchando en la batalla de Kosovo en los Annales Forolivienses. Uno de estos banes probablemente se refiere a Juan de Palisna, aunque también se ha propuesto la identificación con Juan Horvat. En el mismo año, Juan perdió uno de sus últimos baluartes en Croacia, la fortaleza de Klis. Sin la ayuda del Reino de Bosnia, Juan no pudo resistir a los aliados de Segismundo de Luxemburgo, especialmente cuando él personalmente se fue para luchar contra los otomanos.

## Complot contra Isabel de Bosnia
Juan de Palisna se opuso al gobierno de Isabel de Bosnia. Se opuso principalmente a la política centralizadora que había impuesto el marido de Isabel, Luis I de Hungría. Esperaba recuperar la independencia local levantándose contra Isabel. El propio primo hermano de Isabel, el rey Tvrtko I, con quien se crio, decidió aprovechar la muerte de Luis y la impopularidad de Isabel tratando de recuperar las tierras dálmatas que había perdido ante Luis en 1357. Juan de Palisna se dirigió a Tvrtko en busca de ayuda, pero finalmente fue derrotado por el ejército de Isabel y se vio obligado a huir a Bosnia.